# دانه‌خوار کاکوئتا
دانه‌خوار کاکوئتا (نام علمی: Sporophila murallae) نام یک گونه از سرده دانه‌خوارهای اصلی است.